# YPF
YPF, acrònim de Yacimientos Petrolíferos Fiscales, és una companyia petroliera fundada a Buenos Aires, Argentina, l'any 1922 sota l'administració del president argentí Hipólito Yrigoyen, va ser la primera empresa del món integrada verticalment. El seu fundador i primer director va ser Enrique Mosconi, que era partidari d'independència econòmica i des de l'any 1928 de la nacionalitació dels recursos de petroli, però això mai es va aconseguir a causa del cop d'esta argentí de 1930 contra Yrigoyen dirigit pel General José Félix Uriburu. YPF va ser privatitzada el 1993 i va ser comprada per la companyia espanyola Repsol; la fusió va donar lloc a Repsol YPF el 1999. La renacionalització d'YPF va ser iniciada, el 2012, per la presidenta argentina Cristina Fernández de Kirchner.

Antic símbol d'YPF

L'origen d'YPF és l'any 1907 quan es va descobrir petroli a la ciutat de Comodoro Rivadavia a la província de Chubut. L'any 1922, que va ser el primer en operat YPF produí 2,2 milions de barrils de petroli que aleshores representava les tres quartes parts del consum de l'Argentina. Els contractes fets el 1923 amb Bethlehem Steel permeteren a YPF començar a produir gasolina i querosè.
La primera refineria de petroli d'YPF es va inaugurar el desembre de 1925 a Ensenada La companyia Standard Oil era la seva principal competència a l'Argentina que a més estava també present a Comodoro Rivadavia, Jujuy i Salta.
YPF anuncià el novembre de 2011 el descobriment d'un camp de petroli de 30,000 km² anomenat Vaca Muerta, amb reserves de 927 milions de barrils.